# Georg Preidler
Georg Preidler   (Graz, 17 de juny de 1990) és un ciclista austríac, va ser professional del 2010 al 2019.
El 2015 i el 2017 es proclamà campió nacional en contrarellotge. Va participar en uns Jocs Olímpics. Va ser acusat de dopatge l'any 2019 i va perdre els resultats des de l'1 de febrer de 2018 a 5 de març de 2019.

## Palmarès
- 2011
  - 1r a la Toscana-Terra de ciclisme
  - 1r al Gran Premi Palio del Recioto
- 2015
  -  Campió d'Àustria en contrarellotge
- 2017
  -  Campió d'Àustria en contrarellotge
- 2018
  -  Campió d'Àustria en contrarellotge
  - Vencedor d'una etapa a la Volta a Polònia

### Resultats a la Volta a Espanya
- 2013. 36è de la Classificació general
- 2018. Abandona (11a etapa)

### Resultats al Giro d'Itàlia
- 2014. 27è de la classificació general
- 2016. 26è de la classificació general
- 2017. 71è de la classificació general
- 2018. 29è de la classificació general

### Resultats al Tour de França
- 2015. 87è de la classificació general
- 2016. 56è de la classificació general